# 山中北郎
山中 北郎（やまなか きたろう、生没年不詳）は、明治時代の東京の地本問屋。

## 来歴
山中喜多郎とも。明治時代に京橋区銀座4丁目3番地において地本問屋を営業している。3代目歌川広重、小林年参（日不見岡進斎）、昇斎一景、4代目歌川豊国、豊原国周、月岡芳年、新井年雪らの錦絵を出版している。

## 作品
- 3代歌川広重 「東京名所従日本橋北之通瓦斯灯夜之景」 大判3枚続 明治6年
- 小林年参 「西征鎮備録」 大判3枚続 明治10年 ※「進斎蛾」の落款
- 3代歌川広重 「明治十四年御巡幸秋田寺内招魂社之図」 大判3枚続 明治14年
- 昇斎一景、4代目歌川豊国、豊原国周ほか「初春書始寿語六」 双六絵
- 日不見岡進斎 「西国征討新誌」 大判3枚続 明治10年
- 月岡芳年、年雪補筆 「皇国一新見聞誌 若松戦争」 大判
- 月岡芳年、小林年参補筆「皇国一新見聞誌 伏見の戦争」 大判 明治9年
- 月岡芳年、小林年参補筆「皇国一新見聞誌 宇都宮の戦争」 大判 明治9年
- 月岡芳年、小林年参補筆「皇国一新見聞誌 上野三橋の戦争」 大判 明治9年
- 月岡芳年、小林年参補筆「皇国一新見聞誌 甲州勝沼の戦争」 大判 明治9年